# 2015 v hudbě
Tento článek obsahuje události související s hudbou, které proběhly v roce 2015.

## Události
- Eurovision Song Contest 2015 (květen 2015)
- Festival Glastonbury (červen 2015)
- Zayn Malik opouští One Direction (březen 2015)

## Vydaná alba

### Česká hudební alba

#### Leden
| Den | Album               | Umělec                   | Poznámky |
| --- | ------------------- | ------------------------ | -------- |
| 5.  | Rózinky             | Rózinky                  |          |
| 16. | Světlo ve tmě       | Jelen                    | reedice  |
| 23. | G2 Acoustic Stage   | Support Lesbiens         | CD+DVD   |
| 30. | Pohlednice z Paříže | Jura Pařez a Pozdní sběr |          |
| 30. | Platinum Collection | Petr Muk                 | 3CD      |

#### Únor
| Den | Album                                                        | Umělec                            | Poznámky                      |
| --- | ------------------------------------------------------------ | --------------------------------- | ----------------------------- |
| 1.  | Okamžitě odejdi do svého pokoje a vrať se, až budeš normální | Kapitán Demo                      | digitálně vyšlo již 20. ledna |
| 14. | Lešť                                                         | Ladě                              |                               |
| 14. | Lidumil Heretik                                              | I Love 69 Popgejů a Piča z hoven  | split EP, MC                  |
| 16. | Eponym                                                       | Vlastimil Třešňák a Alo Trio Band |                               |
| 17. | 7                                                            | Jan Hrubý a Kukulín               |                               |
| 20. | Best Of                                                      | Lenka Filipová                    | 2LP                           |
| 22. | Dead Trams                                                   | Animé                             |                               |
| 26. | Close To Silence                                             | LUNO                              |                               |
| 27. | Punkový království                                           | Visací zámek                      |                               |
| 27. | Ježkárny                                                     | Miroslav Paleček                  |                               |

#### Březen
| Den | Album                          | Umělec            | Poznámky                 |
| --- | ------------------------------ | ----------------- | ------------------------ |
| 2.  | Detektor                       | Ektor             |                          |
| 13. | Škrábnutí                      | Tereza Černochová |                          |
| 13. | Pavel Bobek a přátelé          | Pavel Bobek       | 2CD                      |
| 13. | Černý kočky mokrý žáby         | Lucie             | reedice                  |
| 13. | Dobrá kočzka která nemlsá      | Lucie             | reedice                  |
| 13. | In The Sky                     | Lucie             | reedice                  |
| 13. | Lucie                          | Lucie             | reedice                  |
| 13. | Pohyby                         | Lucie             | reedice                  |
| 13. | Slunečnice                     | Lucie             | reedice                  |
| 13. | Větší než malé množství lásky  | Lucie             | reedice                  |
| 19. | Mydy Rabycad                   | Glamtronic        |                          |
| 20. | ČeskosLOVEnsko                 | David Koller      | LP vyšlo 13. května 2015 |
| 20. | 55 let (Hudbou propojený svět) | Spirituál kvintet | 10CD + DVD               |
| 23. | Hradišťu, Hradišťu             | Hradišťan         |                          |
| 26. | Byltě jeden člověk             | Valašský vojvoda  |                          |
| 27. | Hříšnice                       | Dagmar Pecková    |                          |
| 27. | Jiná doba                      | Jan Burian        |                          |
| 27. | Zlatá kolekce                  | Rangers           | 3CD                      |
|     | Let dýmem                      | Sylvie Krobová    |                          |

#### Duben
| Den | Album                                    | Umělec                         | Poznámky         |
| --- | ---------------------------------------- | ------------------------------ | ---------------- |
| 1.  | Pijano                                   | Xavier Baumaxa                 |                  |
| 1.  | Detox                                    | Doga                           |                  |
| 6.  | Hedvika                                  | Vložte kočku                   |                  |
| 7.  | Více světla, více stínů                  | Roman Dostál                   |                  |
| 10. | G2 Acoustic Stage                        | Ewa Farna                      | CD+DVD           |
| 10. | Legenda                                  | Michal Tučný                   | 3CD              |
| 10. | Nekonečná                                | Iveta Bartošová                |                  |
| 13. | Kladno Manchester                        | Tichá dohoda & Zuzana Vintrová |                  |
| 14. | Barvy radugy                             | Vladimír Václavek              |                  |
| 17. | Smetana (Smyčcové kvartety)              | Pavel Haas Quartet             |                  |
| 17. | Houslové koncerty (Dvořák, Suk, Janáček) | Josef Špaček                   |                  |
| 17. | Platinum Collection                      | Alkehol                        | 3CD              |
| 24. | Bratříčku, zavírej vrátka                | Karel Kryl                     | reedice, CD i LP |
|     | Harafica II                              | Harafica                       |                  |
|     | Relativní čas                            | Anna K                         | reedice          |

#### Květen
| Den | Album                           | Umělec                                         | Poznámky                                                                           |
| --- | ------------------------------- | ---------------------------------------------- | ---------------------------------------------------------------------------------- |
| 1.  | Nej hity český rockový nářez    | různí                                          | 2CD                                                                                |
| 1.  | To tenkrát v čtyřicátom pátom   | různí                                          | 2CD                                                                                |
| 7.  | Marathon – příběh běžce         | Radůza                                         | CD + audiokniha na druhém CD                                                       |
| 11. | Postfolklor                     | Ponk                                           |                                                                                    |
| 12. | Live                            | Erich Boboš Procházka a Marek Wolf             |                                                                                    |
| 15. | Nayive                          | Eviyan (Iva Bittová, Gyan Riley, Evan Ziporyn) |                                                                                    |
| 15. | Klid!                           | Abraxas                                        |                                                                                    |
| 15. | Best Of 31                      | Krausberry                                     | 2CD                                                                                |
| 18. | Replay 2015                     | Lady DragonFly                                 |                                                                                    |
| 21. | Fernet Underground              | Tři sestry                                     | Deluxe Edition obsahuje 2CD, 3CD Extra Deluxe Edition (VIP Edition) vyšlo 4.9.2015 |
| 21. | JEDEN TANiEC                    | Krystyna & Přátelé                             |                                                                                    |
| 21. | Why Be In When You Could Be Out | Monkey Business                                | reedice, 2LP                                                                       |
| 22. | Do pekla/do nebe                | Kabát                                          |                                                                                    |
| 22. | Sbohem a řetěz                  | Psí vojáci a různí                             |                                                                                    |
| 25. | Dobrá medicína                  | Loutky v nemocnici                             |                                                                                    |
| 29. | Recital '70                     | Hana Hegerová                                  | 2CD                                                                                |
| 29. | Letokruhy                       | Wabi Ryvola                                    |                                                                                    |
| 29. | Bláznivej kmet                  | Karel Šíp                                      |                                                                                    |

#### Červen
| Den | Album                                        | Umělec                                       | Poznámky                 |
| --- | -------------------------------------------- | -------------------------------------------- | ------------------------ |
| 1.  | Srdcebeat                                    | Kryštof                                      | LP vyšlo 15. června 2015 |
| 4.  | Sex and Sport? Never!                        | Monkey Business                              |                          |
| 5.  | Momenty                                      | Pavel Callta                                 |                          |
| 5.  | Vlasta Redl/AG Flek & Hradišťan/Jiří Pavlica | Vlasta Redl/AG Flek & Hradišťan/Jiří Pavlica | reedice                  |
| 9.  | Bazarem proměn: A Tribute to Vladimír Mišík  | různí                                        |                          |
| 10. | Miláček slunce                               | Květy                                        |                          |
| 10. | Take It Easy                                 | Monogram                                     |                          |
| 11. | Anebo taky datel                             | Aleš Brichta Project                         |                          |
| 12. | Rozhledna                                    | Petr Linhart                                 |                          |
| 16. | 1985–2015                                    | Joe Karafiát                                 |                          |
| 23. | Barvy                                        | Jiří Vondrák, Antonín Bodlák, Michal Polák   |                          |
| 25. | Kontakt                                      | Kittchen                                     |                          |
| 29. | Anat život není                              | Tomáš Klus                                   |                          |
|     | Kotlina                                      | Epydemye                                     |                          |

#### Červenec
| Den | Album                 | Umělec                                          | Poznámky |
| --- | --------------------- | ----------------------------------------------- | -------- |
| 2.  | Živé Kuře v hodinkách | Flamengo                                        | DVD      |
| 2.  | Nej folkové balady    | různí                                           | 2CD      |
| 3.  | Naučit se milovat     | Viki                                            |          |
| 10. | Siphon                | Sifon                                           |          |
| 10. | Na kredit             | Refew                                           |          |
| 17. | Divoký ticho Žižkova  | Hromosvod                                       |          |
| 17. | Nejen zahrádečky      | Musica Folklorica                               |          |
| 24. | Tři hlasy             | Jitka Šuranská, Irén Lovász & Michal Elia Kamal |          |
| 31. | Živá píseň Strážnice  | různí                                           | 2CD      |
|     | Shift                 | Martina Fišerová                                |          |

#### Srpen
| Den | Album                | Umělec         | Poznámky  |
| --- | -------------------- | -------------- | --------- |
| 4.  | Srdcebeat Remix EP   | Kryštof        | online EP |
| 5.  | Rebirth Of Brutality | Krabathor      | CD+2DVD   |
| 10. | Hommage à Jiří Bulis | různí          |           |
| 20. | Rap                  | IF             |           |
| 21. | Normální žena        | Petra Göbelová |           |
| 25. | Setkání              | Karel Černoch  | 2CD       |

#### Září
| Den | Album                            | Umělec                           | Poznámky |
| --- | -------------------------------- | -------------------------------- | -------- |
| 4.  | Ministerstvo mýho nitra          | Sto zvířat                       | CD i LP  |
| 4.  | Motýlí efekt                     | Voxel                            |          |
| 4.  | Zlatá kolekce 1966–1996          | Petr Novák                       | 3CD      |
| 7.  | Od pramenů k moři                | Flair                            |          |
| 11. | Dětem a dospělým                 | Jaroslav Uhlíř                   |          |
| 11. | Dospělým a dětem                 | Jaroslav Uhlíř                   |          |
| 11. | G2 Acoustic Stage                | Imodium                          | CD+DVD   |
| 11. | 40 odstínů country (To nejlepší) | Tomáš Linka                      | 2CD      |
| 11. | To svět se posral!               | Hrdinové nové fronty             | 2CD+DVD  |
| 14. | Žito                             | Daniel Landa                     |          |
| 14. | Moonpop                          | Fuzzy2102                        |          |
| 15. | Returns From Afar                | Jan Rokyta                       |          |
| 18. | Babí léto                        | Kamelot                          |          |
| 18. | Balady a legendy                 | Musica Bohemica a Jaroslav Krček | reedice  |
| 21. | CARP                             | Please The Trees                 |          |
| 21. | Tři křížky                       | Už jsme doma                     |          |
| 25. | Píseň tuláka                     | Jan Vyčítal                      | 2CD      |
| 25. | Turniketem do ráje               | různí Osamělí písničkáři         | sampler  |

#### Říjen
| Den | Album                                   | Umělec                    | Poznámky                    |
| --- | --------------------------------------- | ------------------------- | --------------------------- |
| 2.  | !Rituál, kmen a srdce a kmen!           | Cocotte Minute            | CD+DVD                      |
| 2.  | Hledání identity                        | Škwor                     |                             |
| 2.  | Zlatá kolekce                           | Martha a Tena Elefteriadu | 3CD                         |
| 2.  | Mirek Hoffmann 80                       | Mirek Hoffmann            | 4CD                         |
| 6.  | Duety 1962–2015                         | Karel Gott                | 5CD                         |
| 9.  | A / B                                   | Tata Bojs                 | LP vyšlo 20. listopadu 2015 |
| 9.  | Glacier And The City                    | Ghost of You              |                             |
| 9.  | Live                                    | Stromboli                 | 2CD                         |
| 9.  | Skříň s beduíny (Výběr z let 1990–2005) | Karel Plíhal              | LP vyšlo 6. listopadu 2015  |
| 16. | Cesta z města                           | Mirai                     |                             |
| 22. | Píp                                     | Bombarďák                 |                             |
| 23. | K.I.D.                                  | Support Lesbiens          |                             |
| 23. | ...jak dynamit                          | Eva Olmerová              |                             |
| 27. | Rebelie Vol. 1                          | Citron                    | EP                          |
| 30. | Supay                                   | Čankišou                  |                             |
| 30. | Otazníky                                | Kateřina Marie Tichá      | EP                          |

#### Listopad
| Den | Album                          | Umělec                                     | Poznámky         |
| --- | ------------------------------ | ------------------------------------------ | ---------------- |
| 1.  | Tintili vantili                | Krucipüsk                                  |                  |
| 6.  | A proč ne?                     | Petr Kolář                                 |                  |
| 6.  | Souhvězdí romantiků            | Olympic                                    |                  |
| 6.  | Zlatá kolekce                  | Petr Hapka                                 | 3CD              |
| 6.  | Platinum Collection            | Divokej Bill                               | 3CD              |
| 8.  | Bído, čau...                   | Stinka                                     |                  |
| 13. | Katarze                        | Slza                                       |                  |
| 13. | Piece Of My Life               | Nèro Scartch                               |                  |
| 13. | New                            | Haager                                     |                  |
| 20. | Potmě jsou všechny kočky černý | Mandrage                                   |                  |
| 21. | Krajina v Tobě                 | Marien                                     | rozšířené vydání |
| 23. | Pěsničky z Jasenné             | CM Technik a Jarmila Šuláková a Josef Laža |                  |
| 26. | Miláček žen a vetešníků        | různí                                      |                  |
| 27. | Home                           | Klara.                                     |                  |
| 30. | Jen blázni překročí svůj stín  | Neřež                                      |                  |
| 30. | La Dolce Vita                  | Tony Joch a přátelé                        |                  |

#### Prosinec
| Den | Album                 | Umělec                       | Poznámky                           |
| --- | --------------------- | ---------------------------- | ---------------------------------- |
| 4.  | Sirkama               | Sabina Křováková             |                                    |
| 4.  | Elpíčka               | Pavel Bobek                  | 8CD                                |
| 5.  | Theia                 | Piano                        |                                    |
| 11. | TyTyTy Živě           | Ty Syčáci                    |                                    |
| 14. | Planety Malého prince | Vypsaná fiXa                 |                                    |
| 15. | In Concert            | Robert Křesťan a Druhá tráva | DVD                                |
| 18. | Barbora Poláková      | Barbora Poláková             | v mp3 vyšlo již 20. listopadu 2015 |
| 18. | Konec cesty           | Holy Fanda a The Reverends   |                                    |

### Zahraniční hudební alba
- All We Are (All We Are)[1]
- Panda Bear Meets the Grim Reaper (Panda Bear)[2]
- Shadows in the Night (Bob Dylan)[3]
- The Hermetic Organ Vol. 3 (John Zorn)
- Froot (Marina and the Diamonds)[4]
- Chasing Yesterday (Noel Gallagher's High Flying Birds)
- Love Is the Law (Charlene Soraia)
- Fear and Saturday Night (Ryan Bingham)[5]
- Tetsuo & Youth (Lupe Fiasco)
- Let the Road (Rixton)
- Fly International Luxurious Art (Raekwon)
- Afraid of Ghosts (Butch Walker)
- The Planet (Young Ejecta)
- Evermotion (Guster)
- Froot (Marina and the Diamonds)
- The Mindsweep (Enter Shikari)
- F.E.A.R. (Face Everything and Rise) (Papa Roach)
- Girls in Peacetime Want to Dance (Belle and Sebastian)
- Sour Soul (BadBadNotGood & Ghostface Killah)
- Chapter and Verse (Funeral for a Friend)
- Golgotha (W.A.S.P.)
- Bad Magic (Motörhead)
- Rattle That Lock (David Gilmour)
- Repentless (Slayer)
- Crosseyed Heart (Keith Richards)
- Stories (Avicii)

## Úmrtí
- 31. března – Ralph Sharon, britský klavírista (* 17. září 1923)
- 4. dubna – Bob Burns, americký bubeník (* 24. listopadu 1950)
- 28. prosince – Lemmy Kilmister, zpěvák a baskytarista skupiny Motörhead (* 24. prosince 1945)